# Aristaria bocanalis
Aristaria bocanalis là một loài bướm đêm trong họ Noctuidae.